# Fiorenzo Angelini
Fiorenzo Angelini (Roma, 1 de agosto de 1916 — Roma, 22 de novembro de 2014) foi um cardeal italiano, presidente emérito do Pontifício Conselho para a Pastoral no Campo da Saúde.
Após estudos filosóficos e teológicos, Fiorenzo Angelini foi ordenado sacerdote em 3 de fevereiro de 1940 e depois trabalhou por cinco anos na pastoral antes de se tornar conselheiro eclesiástico da Ação Católica para toda a Itália de 1945 a 1947. De 1947 a 1954, ele ocupou o cargo de oficial cerimonial papal.
Em 1956, o Papa Pio XII o nomeou Bispo titular de Messene e o responsabilizou pela pastoral hospitalar de Roma. Cardeal Giuseppe Pizzardo deu-lhe a consagração episcopal na igreja romana de Sant'Ignazio di Loyola em Campo Marzio; O arcebispo Luigi Traglia e o bispo Ismaele Mario Castellano foram co-consagradores. Desde então, o conservador Angelini foi considerado um dos homens mais polêmicos da Cúria. Aliou-se a partidos politicamente de direita para excluir os comunistas. De 1977 a 1985, Fiorenzo Angelini também serviu como bispo auxiliar na diocese de Roma. Em 1985, o Papa João Paulo II o nomeou Arcebispo Titular e Presidente da Pontifícia Comissão para a Pastoral das Pessoas na Profissão Médica.
Fiorenzo Angelini é cardeal diácono com a diácona titular de Santo Spirito em Sassia desde 1991 e foi elevado a cardeal sacerdote pro hac vice em 2002, mantendo sua diácona titular. Em 1996, João Paulo II aceitou a renúncia de Angelini depois que ele já havia atingido a idade de 80 anos. Em 1997 foi presidente fundador do Instituto Internacional de Pesquisa sobre o Rosto de Cristo (Istituto internazionale di ricerca sul Volto di Cristo).
Fiorenzo Angelini foi padre conciliar de todas as quatro sessões do Concílio Vaticano II e estava comprometido com a liturgia do Sacramento da Unção dos Enfermos. No conclave de 2005 e no conclave de 2013, ele não era mais elegível para votar por causa de sua idade. É autor de numerosos escritos sobre a pastoral dos doentes e desempenhou um papel decisivo na criação de vários centros de saúde e clínicas em todo o mundo.
Papa Bento XVI em uma carta ao Cardeal Angelini em 2006, reconheceu seu trabalho e méritos. Ele foi apelidado de "Richelieu da Medicina" ou "Sua Sanità" (Inglês: "Sua Saúde") e "Ministro da Saúde da Santa Sé" por suas relações com a profissão médica e empresas farmacêuticas. Era amigo pessoal de Giulio Andreotti, com quem cresceu.